# サッファー・アウア・プレジャー
『サッファー・アウア・プレジャー』（Suffer Our Pleasures）は、タロットのアルバム第6作目。2003年発表。フィンランドで2003年5月26日リリース。

## 収録曲[1]
1. アイ・ルール I Rule
2. パイアー・オブ・ゴッズ Pyre of Gods
3. ライダー・オブ・ザ・ラスト・デイ Rider of the Last Day
4. フォロー・ザ・ブラインド Fllow the Blind
5. アンデッド・サン Undead Son
6. オブ・タイム・アンド・ダスト Of Time and Dust
7. フロム・ザ・ヴォイド From the Void
8. コンヴァルションス Convulsions
9. フロム・ザ・シャドウズ From the Shadows
10. ペインレス Painless

## チャート・トラジェクトリーズ[2]
| Position | 10 | 18 | 23 | 38 |  |  |  |  |  |  |  |  |  |  |  |  |  |  |  |  |

## 参加ミュージシャン
- Marco Hietala - ベース、アコースティックギター、ボーカル
- Zachary Hietala - ギター
- Janne Tolsa - キーボード
- Pecu Cinnari - ドラムス